# Eupalinos

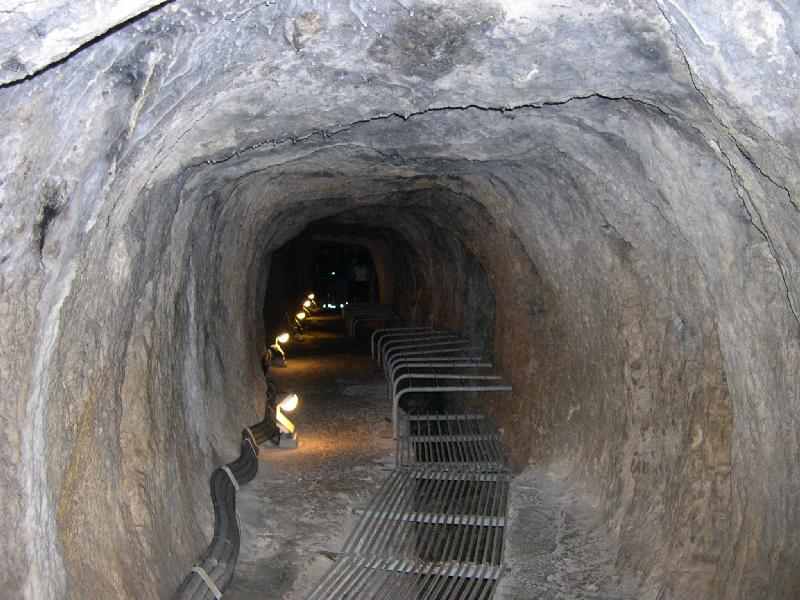
Tunnel von Samos

Eupalinos (altgriechisch Εὐπαλῖνος Eupalínos, lateinisch Eupalinus) von Megara war ein antiker griechischer Ingenieur, der den Tunnel von Samos baute, der vermutlich zwischen 550 und 530 v. Chr. fertiggestellt wurde.
Als der zweite bekannte Tunnel in der Geschichte, der im Gegenortvortrieb gebaut wurde und der erste, bei dem dies nach einem sorgfältig ausgearbeiteten Plan geschah, gilt der Tunnel als ein Meisterwerk der antiken Ingenieurskunst. Mit 1036 m Länge war der Eupalinos-Tunnel zudem der längste Tunnel seiner Zeit. Er ist heute eine Touristenattraktion und vom Südeingang her auf seiner gesamten Länge begehbar.
Der griechische Historiker Herodot beschrieb in seinen Historien (3,60) kurz den Tunnel und bezeichnete Eupalinos von Megara, Sohn des Naustrophos, als dessen Baumeister. Angeblich handelt es sich bei Eupalinos um den ersten Wasserbauingenieur der Geschichte, dessen Name der Nachwelt überliefert ist. Darüber hinaus ist jedoch nichts über die Person des Eupalinos bekannt.